# Beilstein (database)
Beilstein is de naam van een grote chemische database in de organische chemie, waarin stoffen uniek worden geïdentificeerd door het Beilstein Registry Number (Beilstein-registratienummer). De database is gebaseerd op de wetenschappelijke literatuur vanaf 1771 tot heden en bevat experimenteel bevestigde informatie over miljoenen chemische reacties en stoffen uit originele wetenschappelijke publicaties. De elektronische database was oorspronkelijk gebaseerd op Beilsteins Handbuch der Organischen Chemie van Friedrich Konrad Beilstein uit 1881, en wordt onderhouden door Elsevier Information Systems te Frankfurt. 
De database bevat informatie over reacties, stoffen, structuren en eigenschappen. Voor iedere stof zijn tot 350 velden beschikbaar met chemische en fysische gegevens zoals het smeltpunt, brekingsindex enz. Verwijzingen naar de literatuur waarin de reactie of stof worden genoemd worden ook gegeven. 
De inhoud wordt ontsloten via de CrossFire Beilstein database, en wordt aangevuld door CrossFire Gmelin met toegang tot de Gmelindatabase, met veel organometallische en anorganisch-chemische informatie (in het bezit van de Gesellschaft Deutscher Chemiker) en anorganisch-chemische informatie uit de chemische patenten via de Patent Chemistry Database. 
De database is ook beschikbaar via de online database Dialog en de interface van STN International. 
Sinds januari 2009 is de informatie van alle drie genoemde databases beschikbaar via een online hulpmiddel, Reaxys. De inhoud van de drie databases is samengevoegd en toegankelijk via de nieuwe interface met nieuwe functionaliteiten om bijvoorbeeld een chemische synthese te kunnen bedenken. 